# Округ Одра-Шпреја
Округ Одра-Шпреја (длсрп. Wokrejs Odra-Sprjewja) је округ на истоку немачке покрајине Бранденбург. 
Површина округа је 2.242,71 км². Крајем 2009. имао је 185.062 становника. Има 38 насеља, од којих је седиште управе у месту Безков. 
Округ је добио име по двема великим рекама: Одра (источна граница округа) и Шпреја. 